# Lengyeli kultúra

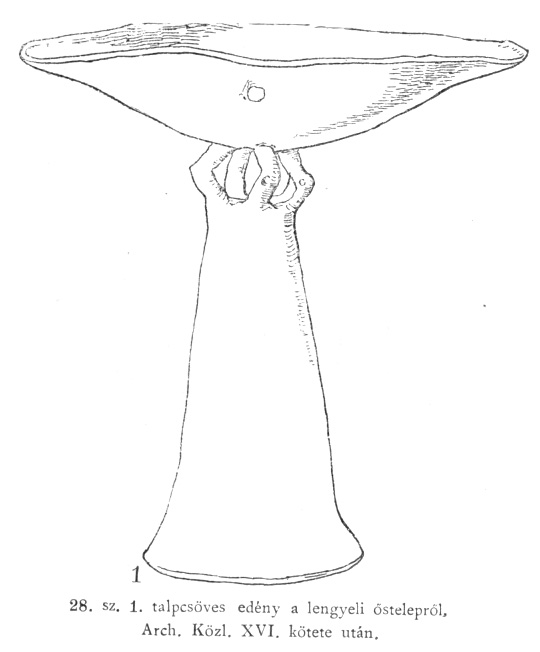
Csőtalpas tál a lengyeli telepről (Pulszky 1897, 40)

A téma egyik magyar szakértője P. Barna Judit, 2011-ben elfogadott disszertációjában Kalicz Nándorral összhangban, a következőképpen értékeli a lengyeli kultúra jelentőségét: "A késő neolitikus - korai rézkori lengyeli kultúra majdnem az egész i. e. V. évezred folyamán kultúraformáló szerepet vitt Közép-Európa nagy részén, mely az anyagi és szellemi javak Délkelet- és Közép-Európa közti közvetítésében mutatkozott meg. Igazi jelentősége abban rejlik, hogy a primer" [elsődleges] "elterjedési territóriumán kívül a korai szakaszban meginduló, majd a késői fázisban kiterjedő expanziója nyomán tulajdonképpen egész Közép-Európában olyan kultúrák születtek, amelyek kialakításában a lengyeli kultúra (is) közreműködött." A kultúra a délkelet-dunántúli Tolna vármegyében lévő Lengyel lelőhelyről kapta a nevét.
Lengyeli kultúra alatt azon anyagi és hitvilágbeli komplexumot értjük, mely a lengyeli telep és temető leletanyagával összeegyeztethető. Az ezeket feltáró Wosinsky Mór három jellemzőt emelt ki: zsugorított helyzetű temetkezés, méhkas alakú, földbe vájt lakások, vörös és sárga festett kerámia. A magyar millenáriumra kiadott Tolnavármegye az őskortól a honfoglalásig című munkájában ezt írja: „Ha azonban a hasonlatosságot a lengyeli neolith-kori culturának összegére akarjuk kiterjeszteni, akkor hiába kutatunk ilyen analógia után. Olyan telepet, hol ugyanezen temetkezési mód mellett, ugyanezen lakás-systemát s ugyanilyen sírmellékleteket constatáltak volna - eddig sehol sem találtunk.”

## Kutatástörténet
A kultúra értelmezése eltérő volt nem csak az egyes országok kutatásában, de egyes kutatók szerint is. Emiatt több kronológiai és területi felosztása létezik. Ez a terminológia használatában is visszatükröződik, melyet a helyi hagyományos rendszerek megtartásával próbálnak egységesíteni.
Meghatározó tipológiai jegyeit a Lengyelen és más hasonló lelőhelyeken feltárt kerámia tükrözi, melyeken festett és vésett díszítés található, valamint négy kis bütyök a perem ill. a has éle alatt. Díszítésében minden tekintetben eltér a kultúrát megelőző zselízi csoporttól (szk. želiezovská skupina) és az utána következő péceli kultúrától (szk. badenská kultúra). E három kultúra Közép-Európa újkőkorszakának és kalkolitikumának meghatározó elemei.

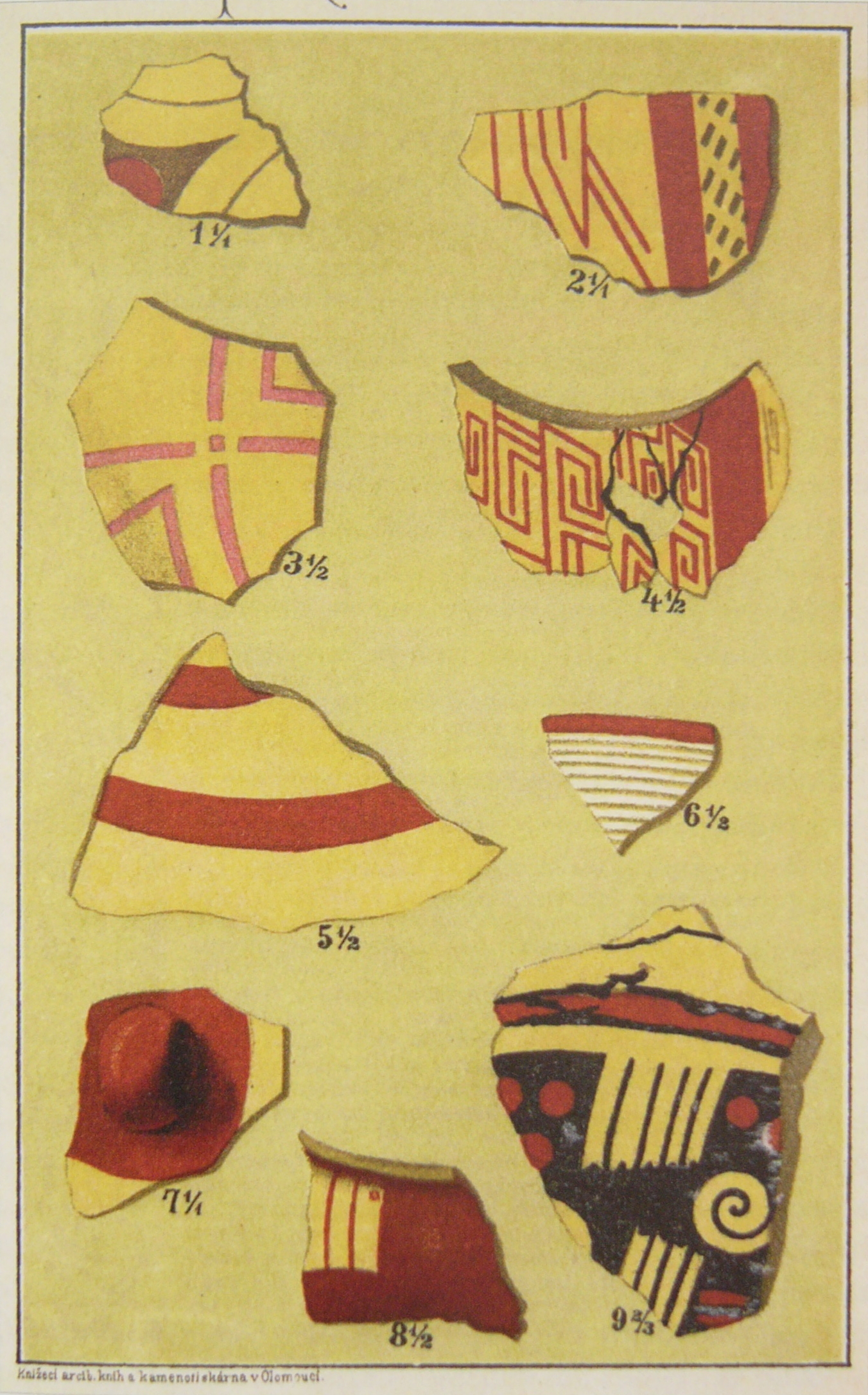
Morva festett kerámia kultúrájának edénytöredékei

Kutatása már több mint száz évre tekint vissza. A névadó lelőhely feltárója Wosinsky Mór mellett, kiemelkedő helyen áll Jaroslav Palliardi morva régész, aki nagy mértékben meghatározta a kultúra tipo-kronológiai paramétereit, amikor bevezette az irodalomba a morva festett kerámia kultúrája (morvaországi) fogalmát (1897; 1914). Az ő eredményeire támaszkodott František Vildomec is a morvaországi kutatásban (1929). Zengővárkonyi feltárásaival nagyban hozzájárult a kultúra megértéséhez Dombay János is (1939; 1960).
A kutatás újabb korszakát a 20. század 60-as éveiben tett nagy kiterjedésű feltárások hozták, melyek a lengyeli kultúra újabb elemeit hozták napvilágra. Ilyenek voltak többek között Magyarországon: Aszód (Kalicz Nándor 1985), Csabdi (Antoni Judit 1982), Mórágy (Zalai-Gaál István 1982), Sé (Károlyi Mária 1984); Szlovákiában: Barsbaracska (szk. Bardoňovo, Juraj Pavúk 1981), Berencs (szk. Branč, Jan Lichardus és Jozef Vladár 1964; 1968), Bucsány (szk. Bučany, Jozef Bujna és Peter Romsauer 1986), Gidrafa (szk. Budmerice, Juraj Pavúk 1981), Kisvárad (szk. Nitrianský Hrádok, Anton Točík 1969), Kóvár (szk. Koláre, Juraj Pavúk 1981), Nyitra (szk. Nitra, Jan Lichardus és Jozef Vladár 1970), Sarlókajsza (szk. Lužianky, Bohuslav Novotný 1962), Szántó (szk. Santovka, Juraj Pavúk 1981), Szőgyén (szk. Svodín, Viera Němejcová-Pavúková 1986), Zsúk (szk. Žlkovce, Juraj Pavúk 1986); Morvaországban: Jezeřany-Maršovice (I. Rakovský 1986), Kramolín (P. Koštuřík 1986), Křepice (R. Tichý 1964), Těšetice (Vladimír Podborský 1976; 1985); Ausztriában: Friebritz, Falkenstein (Johannes-Wolfgang Neugebauer 1984), Langenzensdorf (Herta Ladenbauer-Orel 1959), Wetzleinsdorf (Großrußbach, Otto Helmut Urban 1980; 1984); a Kis-lengyelországi vajdaságban: Modlnica, Pleszów (Anna Kulczycka-Leciejewiczowa 1969; Godlowska 1986), Złotniki-Wyciąże (Dzieduszycka-Machnikowa 1969); Sziléziában: Janówek (Włodzimierz Wojciechowski 1986), Racibórz-Ocice (Kozłowski 1986) és Zarzyca (Prus 1982) határában.
Csehországban csak korábbi leletkomplexumokból és más kultúrák anyagából ismert, míg a németországi kutatást még mindig csak K. Kroitzsch munkája (1973) tükrözi.

## Protolengyel és a lengyeli kultúra kialakulása
A lengyeli kultúra a Balatontól délre a Sopot-kultúrából, attól északra a Vonaldíszes Kerámia Kultúrájának zselízi csoportjából alakult ki.
A lengyeli kultúra eredetének vizsgálatát illetően előrelépésnek számított a zselízi csoport késői szakaszának elkülönítése. Ez csak akkor volt lehetséges, amikor a zselízi és a lengyeli kultúra közti átmenetet kellőképpen lehetett szemléltetni a kerámiaanyagon a proto-lengyel segítségével.
Kiemelkedő értékű a lengyeli kultúra genezisének megvilágításában a Sopot-kultúra definiálása (Stojan Dimitrijević 1968), hogy meghatározható legyen a balkáni elemek aránya. A Sopot IB-II kultúra volt a balkáni impulzusok közvetítője a Kárpát-medencébe. IB fázisának jelenléte a dunántúli Hidason, Izményben és Bicskén a proto-lengyel I kezdetét írja le Szlovákián is, ahol hasonlóan mint a Dunántúlon a zselízi csoportot cserélte fel. A proto-lengyel a zselízi csoport és a lengyeli kultúra közti időt foglalja magában.
A proto-lengyel korai szakasza a Bény (Bíňa)-Bicske csoport, mely ezen lelőhelyekről ismeretes és a Sopot-kultúra egyik részének felel meg. Proto-lengyel II-t a Sarlókajszai csoport (skupina Lužianky) teszi ki Szlovákián és a legújabb leletek a nyugat-magyarországi Sé határából. Horvátországból kapcsolódik hozzá a Brezovljani típus (Dimitrijevič 1968; 1979) mint a Sopot-II-kultúra.
Az említett délszláv csoportok a proto-lengyelhez való tartozása attól függ, mi volt a fejlődés meghatározó eleme, mivel a Sopot III nem azonos a mai lengyeli kultúra meghatározásával. Párhuzamosan a proto-lengyel I és II biztonsággal csak a Dunántúlon és Nyugat-Szlovákián állapítható meg, tehát ott ahol előfordult a zselízi csoport III. szakasza és ahol a proto-lengyelt a lengyeli kultúra követte. Ausztriában ehhez csak a kis unterwölblingi kerámia kollekciót rendelhetjük hozzá, annak ellenére hogy Burgenlandban és Alsó-Ausztriában ezidáig a zselízi csoport III nincs jelen, tehát nincs mi alátámassza a proto-lengyel jelenlétét.
Alsó-Ausztria egy részén a zselízi csoport III szakaszának folyamán Šárka típusú megtelepedés a proto-lengyel alatt pedig a tűzdelt szalagos kerámia kultúrája volt jelen. Ugyanez érvényes Dél-Morvaország területére is. A terjeszkedő lengyeli kultúra expanziójára a proto-lengyel II folyamán még nincs meggyőző adatunk, de már annak folyamán elkezdődtek bizonyos helyi fejlődési folyamatok a késői zselízi csoport, a Dél-Dunántúl és a Nyugat-Dunántúl területén a vonaldíszes kerámia kultúrája és a Malo-Korenovo csoport alapjain.
A proto-lengyel meghatározója elsősorban a kerámia. A gazdagon karcolt zselízi kerámiát vékony falú vörösre és sárgára festett agyagedények váltották. A Balkán hatását tükrözi a ritkán feltűnő karcolás és árkolás. Balkáni eredetűek azon kihúzott peremű tálak is melyek éle a felső harmadban található, és a vékony telttalpas tálak is, melyek a proto-lengyelre voltak jellemzőek. Egyelőre nem fordultak elő egyszerre vékony telttalpas és magas cilindrikus csőtalpas edények, ami a lengyeli kultúra későbbi fejlődése folyamán tapasztalható. Új típusok jelennek meg a vastagfalú kerámiánál is. A gömbös edények a zselízi csoport III. szakasza folyamán véget érnek. Új formák a puttonyok 6 csőr alakú füllel, a bikónikus edények csipkézett peremmel és a legelterjedtebb típus a kis ovális (kádas)tál volt. Jellemzőjük a formák és a technológia kifinomultsága.

## A lengyeli kultúra felosztása

### Lengyel I
A lengyeli kultúra első szakasza a Lengyel I, mely úgy a kerámia tipológiájában, úgy a megtelepedésben fontos fejlődési fordulatot jelentett. A szakasz természetesen a proto-lengyelben gyökerezik, de az anyagi kultúra oly mértékben változott hogy annak magyarázatához külső délkelet-európai hatásokat kell feltételeznünk. Az eddig használt települések és temetők szintén abbamaradnak, így a proto-lengyel elkülönítésének szükségességét és helyességét hangsúlyozzák.
A lengyeli kultúra akkor kezdődött amikor olyan településeket alapítottak mint Szőgyén (szk. Svodín) vagy Aszód, vagy a Duna-kanyarban Párkányban (szk. Štúrovo) és Vácon, ezekhez számíthatjuk még a Zengővárkonyi telepet és temetőt is. A kerámiaanyagban még élnek proto-lengyeli formák (kivétel a vékony telttalpas tálak): hosszúnyakú palackok, harang alakú vékonyfalú edények, bikónikus poharak tölcséres nyakkal, vastagfalú kis (kádas)tálak és hasonlók. A telttalpas tálak helyébe a csőtalpas tálak lépnek. Szembeszökő formák a gomba alakú edények kiemelt éllel, kis szájjal vagy akár nyakkal is. Végül a bütykök használata az élen ill. a perem alatt széles körben elterjedt. Az edények festése folytatódott a vastagfalúakon is.
A Lengyel I viszonylagosan elég nagy tipológiai és időbeli terjedelmű, azonban több időbeli fázisa és regionális csoportja van. Tőle keletre a tiszai kultúra terült el. Kölcsönös kapcsolatukra a tiszai kerámia megjelenése mutat rá többek között az aszódi telepen, akkor is ha ez nem teljesen egyértelmű. Tőle nyugatra a tűzdelt szalagos kerámia kultúrája (szk. vypichovaná keramika, ném. Stichbandkeramik) népe élt két minőségileg különböző időbeni szakaszban. A korai Lengyel I szakaszban (Szőgyén) még respektálták a tűzdelt szalagos kerámia kiterjedését, de a fiatalabb szakaszában már behatolt a kultúra alsó-ausztriai és morvaországi területének egy részére. A közös együttélés bizonyítékai hiányoznak, úgy tűnik hogy a lengyeli kultúra terjeszkedése felülírta ezen a területen a korábbi fejlődést, bár ezen folyamatok menete még nem tisztázott.
A Lengyel I elérte a Tűzdelt szalagos kerámia délkeleti határát. Valószínűleg a nyugat-dunamentéről hatolt be, ahol a Brezovljani-Becsehely-Sé vonalon már a proto-lengyel is jól ismert műveltség. A Séből származó nagyszámú antropomorf plasztika arra utal, hogy Dél-Morvaországba, ahol szintén hasonló nagyszámú plasztika látott napvilágot, innen terjedhetett el. A Tűzdelt szalagos kerámia volt területein a lengyeli kultúrának eltérő regionális csoportjai alakultak ki. A kerámia tipológiája alapján beszélhetünk az irodalomban morva festett kerámiáról (szk. Moravská malovaná keramika), melyet Ia és Ib fázisra osztanak. Valójában az osztrák oldalon lévő regionális elkülönülést is magába foglalja. Hasonló csoport létezett a Dél-Dunántúlon is, melyet Zengővárkony néven ismer a kutatás. További regionális csoportosulást alkotnak a következő lelőhelyek: Bucsány, Kisvárad, Kóvár, Szőgyén délnyugat Szlovákiában és Aszód, valamint Csabdi Magyarországon. Ezen elkülönülések az egész lengyeli kultúrában nyomon követhetőek.
Mindkét fázisát a szőgyéni (legrégebbi fázis), aszódi, barsbaracskai, kisváradi, kóvári, szántói és zengővárkonyi feltárások és természetesen a morvaországi leletek összehasonlításának segítségével lehet legjobban megkülönböztetni. Legkorábbi fázisát Szőgyénről (sk. Svodín) nevezték el (Juraj Pavúk 1981). A pontosabb felosztás fő kritériuma a karcolt díszítés és a kerámia tipológiája. A karcolt díszítés hiányzik mind a proto-lengyelből, mind az első fázisból. Azonban annak kisebb aránya a vékonyfalú poharakon, melyre eredetileg nem számítottak (Kazdová 1984), nem alkalmas egyedül a kronológiai elkülönítésre, ahhoz hozzá kell rendelni a vastagfalú kerámia elemzését is. Más eltérések bár léteznek, még nincsenek pontosan meghatározva, mint ahogy a nagyobb ásatások közlése is várat magára és a regionális különbségek sincsenek egyértelműen kidolgozva.
A későbbi morva festett kerámiához kapcsolható a szántói (Santovka) fázis, egyedüli képviselője a Kárpát-medencében. A lelőhelyen legalább két alfázist lehet megkülönböztetni: a korábbi sárga és vörös festést gazdag karcolt díszítéssel és a későbbi többségében vörös alapon fehér festést ritka karcolt díszítéssel. Kerámia jellemző képviselői a kubikus akasztható edények cilindrikus nyílással és fedővel, valamint a szintén felakasztható zoomorf figurák lyukakkal a hátukon. A jelenlegi kutatás nem tudja még eldönteni a szántói fázis pontos helyét, de valószínűsíti annak átmeneti voltát. Ekkor a lengyeli kultúra tovább terjeszkedett a tűzdelt szalagos kerámia irányába Csehországba. A későbbi fejlődés alapján nem tulajdonítanak ennek a terjeszkedésnek nagy intenzitást. Lehet hogy a lengyeli kultúra Szilézia vagy Kis-Lengyelország felé mozdult.

### Lengyel II
A Lengyel I-ből való átmenet jól követhető. A kerámián vörös alapon fehér pasztózus festés terjedt el. Elsősorban a vékonyfalú edényeket (poharak), de előfordult a vastagfalúak festése is, mely az előző szakasztól eltérően technikailag egyszerűbb. Többségbe került a vonalas, elsősorban szélesen karcolt meander dísz. A vonalak háló- a pasztózus festés negatív mintát alkot.
A vékony és vastagfalú kerámián gyakran kis félkör alakú bütykök voltak, melyeket néha vízszintesen átfúrtak. Ahogy az átmeneti Santovka (Szántó) fázisban a törésvonalán két esetleg három fölhúzott csőrszerű bütyök is előfordulhatott. Újdonság viszont a törésvonalon lévő háromszög alakú dudorok. Az agyagba meszet kevertek.
A regionális különbségek Morvaország és Szlovákia között továbbra is megmaradtak, a Dél-Morvaországban fordul csak elő az ún. ál terra sigillata és terra nigra. A kultúra területe kiszélesedett. Sziléziában megszűnt a tűzdelt szalagos kerámia, így ott és Kis-Lengyelországban is megjelent a lengyeli kerámia. Krakkó környékén a Pleszów csoport tűnik fel, melyet egyelőre nem különítettek el a rákövetkező Modlnica csoporttól. A Malica csoportot egyébként a lengyel kutatók újradefiniálják és megpróbálnak egy önálló kulturális komplexumot elhatárolni. Csehországban is valószínűleg végbement a lengyelizáció, melyből egyelőre csak az világos hogy a tűzdelt szalagos kerámia klasszikus elemei eltűntek.
A Lengyel II-t a Moraváni átmeneti fázis, amely csak néhány lelőhelyen kimutatható, köti össze a III. szakasszal. Alapvető változáson ment át a plasztikus díszítés. Markáns a harang profilú csőtalp kezdete. A fehér festésű kerámia eltűnik, megjelennek a lapos mészkőgyöngyök.
Fontosabb lelőhelyek Szlovákián: Besenyőpetőfalva (szk. Pečeňady), Nagykosztolány (szk. Veľké Kostoľany), Zsúk (szk. Žlkovce), Komját (szk. Komjatice); Morvaországból a IIa fázisból: Diváky, Hluboké Mašůvky, Klentnice, Kostelec na Hané, Sklep, Střelice; Magyarországról csak Balatonendréd és Zalavár-Mekenye ismert; Ausztriából hiányoznak a nagyobb leletegyüttesek, de említhető Atzmannsdorf és Oberbergern.
A Moraváni fázissal szinkronizálható IIa fázisba tartozó lelőhelyek Morvaországban: Ctidružice, Hluboké Mašůvky, Kramolín, Štěpanovice. Itt szintén új elemek jelennek meg, kiszélesedik a plasztikus díszítés repertoárja. Kramolínben az ál terra sigillata helyébe a fekete simított kerámia lép. A Szlovákia és Morvaország közti regionális eltérés majd a Lengyel IV szakaszában éri el csúcspontját (Jordanow és Nyitraludány/Ludanice csoport).

### Lengyel III
A kultúra ezen új fejlődési szakaszában a legjellemzőbb a festetlen kerámia felbukkanása. A nyugat-szlovákiai csoportját eredetileg Brogyán (szk. Brodzany) és Nyitra (Nitra) lelőhelyek alapján definiálták. Az újabb kutatásában azonban Juraj Pavúk a másodlagosan átégett kerámia jellege miatt és a hiátus felszámolása, kitöltése végett, már más felosztást használ. Ide tartoznak még az alsószerdahelyi (szk. Dolná Streda) és a gidrafai (szk. Budmerice) leletek. A megtelepedés az eddig benépesítetlen területeken jelenik meg. Magyarországon a veszprémi lelőhelyet sorolják ebbe a szakaszba, melyen azonban tipológiailag eltérő kerámia fordult elő. Hasonló a helyzet Ausztriában a Wolfbacher csoporttal.
Morvaország sajátos fejlődése ekkor a IIb fázisban tartott, melyet a Jordanow csoport (néha morva festetlen kerámia) testesít meg. Dél-Morvaországban továbbra is előfordul az ál terra sigillata és a terra nigra, míg északon Olomouc és Uničov környékén ez ismeretlen. Itt azonban a Szlovákián ekkor hiányzó karcolt díszítés dominál. Ezen jellegzetesség azon területen terjedt el (Troubelice, Uničov, Jezeřany-Maršovice, Rybníček és Csehországban Střešovice), ahol a Jordanow csoport alakult ki. Közeli rokona a sziléziai Ocice csoport, mely azonban eddig nem ismerte a karcolt kerámiát. Kis-Lengyelországban ekkor a Pleszów csoportra épülő Modlnica csoport terült el.
A lengyeli kultúra Csehországba is átterjedt, ahol a tűzdelt szalagos kerámia kulturáját írta felül. Ezidáig kevés a jellegzetes lelet (Horní Cetno, Praha-Střešovice), de innen a kultúra Közép-Németország felé haladt tovább. Hatással volt a rösseni kultúrára, ennek eredményeként jött létre a Gaterslebeni csoport, ill. a bischheimi kultúrára. A kérdés csupán az hogy hatott e Bajorország területére is. Alsó-Ausztriában a lengyel I és II-t az Oberlauterbach csoport képviseli. Künzing-Unternberg lelőhelyen a Santovka (Szántó) fázisnak megfelelő vörös-fehér festésű kerámiát is találtak. Bajorországban az Oberlauterbachi csoport (Lengyel II része) és münchshöfeni kultúra (Lengyel IV része) között is létezik hiátus (lásd. Ludanice (Ludány), Balaton I, Bisamberg csoportok).
A Lengyel IV folyamán az Alpok előterében több lokális csoport alakult ki: Lasinja, Balaton I, Kanzianiberg, Oberpullendorf, Münchshöfen. Összekölő jellemzőjük az éles profiláció, karcolt díszítés stb.
A kerámia a moraváni fázishoz kapcsolódik, agyagját homokkal és ásványokkal soványították. Színe többségében téglabarna, mely kiégett házakból származik, tehát másodlagos. A magas, áttört, harang profilú talpas tálak, az S profilációjú fazekak és poharak továbbra is jellemzőek maradnak. A törésvonal gömbölyödik, új típusok a fazekak négy füllel a perem alatt. A vékony és vastagfalú kerámia közötti különbségek eltűnnek. Hiányzik azonban a karcolt és ritka a plasztikus zoomorf díszítés.

### Lengyel IV
A lengyeli kultúra a IV szakasszal ért véget, vannak azonban olyan nézetek is miszerint e késői csoportok már nem tartoznak a kultúrába. Elsősorban a Balaton-Lasinja és a Jordanów csoportokról van szó. Néha epilengyelként is szokták nevezni.
Nyugat-Szlovákiát és Budapesttől északra elterülő Duna-mentét ebben az időben a Ludanice (Nyitraludány) csoport képviselte. Kerámiája folyamatos fejlődés eredménye a Brogyán-Nyitra (Brodzany-Nitra) szakaszból. Ezek szerint a nyitraludányi csoport 3 fázisra osztható. Tipológiailag azonban megváltozott, a formaválaszték gazdagabbá vált. Új formák elsősorban az ún. tejes edények és a kétfüles csészék. A kerámián nincs karcolt díszítés és csak az utolsó fázisban fordul elő barázdaszúrás, amely a Bajč-Retz-csoport kialakulásában játszott szerepére utal. A Bajč-Retz-csoportot elkülönítették a lengyeli és péceli kultúrától is.
Balaton-Lasinja csoport
Oberpullendorfi csoport
Bisambergi csoport
Jordanów csoport
Brześć-Kujawski csoport
Wyciaźe-Zlotniki csoport

## A kultúra jellemzése

### Települések és rondelok
A lengyeli kultúra településeire az jellemző, eltérően a korábbi fejlődési korszakoktól, hogy csupán egy tipo-kronológiai szakaszban léteztek. Egyetlen telep és a hozzátartozó temető sem ért meg két egymás után következő szakaszt. A települések más helyen való újralétesítése folyt a kultúra egész területén: Ausztriában, Magyarországon, Morvaországban és Szlovákiában is.
Az előző korszaktól abban is különböznek, hogy immáron a magasabban levő területeket is betelepítették. Elsősorban a barnaföldet és az árterületeket kedvelték, ami arra utalhat, hogy a klimatikus viszonyok rosszabbra fordultak, mivel a feketeföld vízháztartása emiatt felborulhatott.
A magasabban fekvő területekre elsősorban a Lengyel I fázis alatt települtek, majd a Lengyel II folyamán részben visszatértek a feketeföld használatára, de már a következő szakaszban újból a barnaföldes helyeken találjuk a telepeket. Egyes helyeken és bizonyos időszakokban, mint a Duna mentén hiányoznak a nyomaik, csak a Lengyel IV folyamán foglalnak el minden helyet, beleértve a hegyes vidékeket, ill. a barlangokat is. Valószínűleg ekkor optimális időjárási viszonyok álltak fenn. Mindez arra mutat, hogy minden bizonnyal az epiatlantik időszakában élt a kultúra, amikor a klíma a száraz, meleg és a csapadékosabb időszakok váltakozását hozta. Ez ugyan nem elegendő a jelenségek megmagyarázására, de jól kiegészíti a szocio-ekonómiai okokat.
Erre mutat a vadászat arányának megnövekedése is. A lengyeli kultúra I-II. időszaka alatt a korábbi zselízi 2-5%-ról 50-60%-ra ugrott a vadállomány csontjainak aránya a településeken belül. Elsősorban szarvascsontokról beszélhetünk. Az intenzív vadászat valószínűleg a kisebb hozamú mezőgazdaság szerepét volt hivatott átvenni. Ehhez járult még a népesség nagyobb aránya is.
Nagy területen kutattak településeket: Aszódon, Falkensteinben, Friebritzben, Hlboké Mašúvky-n, Kramolínben, Lengyelen, Nagyvendégen (Veľké Hoste), Szántón (szk. Santovka), Szőgyénben (szk. Svodín), Těšeticén, Wetzleinsdorfban, Zengővárkonyban, Zsúkon (Žlkovce) és máshol. Területük nagyjából 20-30 ha volt. A lengyelországi telepek a Nowa Huta-i feltárások alapján kisebbek, csupán 3,7-6,3 ha-sak voltak és mind a vonaldíszes kerámia korábbi helyén került elő.
Nemcsak a települések mérete, hanem a házak száma is megnövekedett. Kiemelkedő lelőhelyek mint Zsúk és Szőgyén egyben az egyes teleptípusokat is képviselik. Zsúkon a körülkerített területen egyidőben akár 50 nagy cölöpépítmény is állhatott. A házakat ismételten ugyanazon a helyen építették, a telep 5-6-szor volt megújítva. Az említett két lelőhely Közép-Európa legnagyobb telepei voltak az őskorban.
A házak belső felépítése is megváltozott, a nagy cölöpepítmények is nagyszámú cölöp felhasználása nélkül épültek, ami új építési és funkcionális elem a padlásszint meglétére és más tetőszerkezet kialakítására utalhat. Általában kétrészes házakról van szó, melyek közepén egész nem átjárható elválasztófal állt. Alaprajzuk derékszögű, csak a Lengyel III időszakában enyhén trapéz alakú. Hosszuk 15-40, szélességük 6–10 m között mozgott. A 2–3 m-es eltérés a korábbi korszakokhoz képest a tetőszerkezet kialakításával állhat kapcsolatban. Előfordultak olyan alaprajzok is melyek szerint a déli felén nyitott volt a ház. Itt olyan cölöplyukakat fedeztek fel melyek 3-4-szer mélyebbek voltak az általánosnál, akár 2 m mélyre is lehatolhattak. Ezen bizonyára fontos cölöpök szerepe még nem egészen tisztázott.
Lengyel III időszakából csak elkülönült épületeket ismerünk. A Ludanicei csoport települései is nagy területen voltak elszórva. Berencsen (szk. Branč) és Jelšovcén kb. 20 cölöpépületet találtak, de az egész telepek és belső fejlődésük nem ismert. Egyébként itt is kétrészes házak alaprajzait találták meg.
A lengyeli kultúra kezdeti szakaszaiban (proto - Lengyel II) kör formájú földkonstrukciókat is építettek, melyeket árokkal és paliszáddal erősítettek meg. Ezek az ún. rondelok általában egy vagy két árokból álltak, melyek belső felére húzták a paliszádot. A védműveket 4 bejárat szegte meg, különféle típusú kapukonstrukciókkal. A koncentrikus rondelok külső átmérője 65–170 m, a belső 45–100 m között mozog. Ilyen rondelokat találtak Bucsányban, Friebritzben, Těšeticén és két egymás után használtat Szőgyénben. Belső építményekre ezidáig csak Bucsányban találtak, míg tervezett telepet a közvetlen közelében Szőgyénben tártak fel először. Itt a házak sugarasan, több ívben az árkok körül álltak.
Az ún. rondelok szerepe még nem egészen világos. Egyes kutatók csillagászati megfigyelésekre és kultikus célokra alkalmas helyeknek vélik, mások hatalmi-adminisztratív központokra gondolnak. A jelenlegi kutatás állásának és az egyes lelőhelyek mibenlétének megfelelően több szerep betöltésére is képesek lehettek, melyekben a társadalmi szerveződés magasabb formája is tükröződhet.
Más ovális alaprajzú árokrendszereket találtak Falkensteinban, Hluboké Mašúvkyban és Wetzleinsdorfban. Hosszuk eléri a 400 m-t, körbekerített területük az 5-12 ha-t. Ezek a védművek telepeket határolnak körül, melyek belső szerkezete egyelőre nem ismert. Míg a rondelok többsége a Lengyel I időszakára tehető, addig ezek fiatalabbaknak számítanak. Furcsa egyedülálló védművet találtak Zsúkon is, ahol valószínűleg a telep folytatásáról lehet szó, melyet folyamatosan árokkal és paliszáddal kerítettek körbe. A feltárt Lengyel II korú telep területe 11 ha volt. A telep közepén egy kisebb paliszáddal körbevett hely volt, melynek 70–80 m volt az átmérője. Itt mindig csak egy nagy cölöpszerkezetű ház állt 4 bejárattal. Idővel legalább 5-6-szor is felújították vagy átépítették.
A Lengyel III és IV időszakából nem ismerünk semmilyen védműves objektumot. A Lengyel III kezdetén a magasabban fekvő területeken is megtelepedtek (már a Lengyel I folyamán is volt rá példa, de védmű nélkül), ami a stratégiailag fontos területek ellenőrzését is lehetővé tette.

### Temetők
Nagy sírszámú temetők mindig csak egy korabeli telep közelében kerültek elő. Ilyenek voltak a proto- és lengyel I időszakából: Sarlókajszán, Szőgyénben, Aszódon, Csabdiban, Zengővárkonyban, Lengyelen, Mórágyban és a ludányi csoport időszakából Berencsen, Nyitraegerszegen, Vicsápapátin. Ausztriában és Morvaországban eddig csak elvétve kerültek elő sírok.
A csontvázas a fő temetkezési rítus. Hamvasztásos mód csak elvétve fordul elő a Sarlókajszai csoportban és az Aszódi temetőben. K-Ny tájolású zsugorított elhelyezés van túlsúlyban. Kettőssírok csak nők és gyermekek esetében jellegzetes. Az Aszódi, Szőgyéni és Zengővárkonyi temetők alapján a sírokat sorokba rendezték, melyek 30-35 síros csoportokat alkottak. Magyarázatuk még nem tisztázott, úgy tűnik rokoni és szociális kapcsolatok lehetnek a hátterükben. Az is kérdéses hogy minden elhunytat ugyanazon temetőben helyeztek-e örök nyugalomra.
A mellékletet szerszámok, fegyverek, kerámia és ruházatdíszek, -részek alkotják. Csak kis számban fordul elő melléklet nélküli sír a lengyel I periódusban. Érdekes viszont hogy gazdag sírokkal vannak körülvéve. Csiszolt szerszámok főleg férfisírokban, míg ruhadíszek elsősorban, de nem kizárólag női sírokból kerülnek elő.

## Periodizációi
A kutatásának hosszú ideje alatt több felosztása létezett, most csak a fontosabbakat vázoljuk területi eloszlás szerint. A négy- és ötszakaszos felosztások körüli vitákról kicsit később.

### Nyugat-szlovákiai felosztások
- Juraj Pavúk 1971 és 1980 (Slov. Arch.)

Újkőkorszak
Protolengyel
Bény-Bicske (Bíňa-Bicske) csoport
Sarlókajsza (Lužianky) csoport
Lengyel I
Kisváradi (Nitriansky Hrádok) csoport
korábban (Szőgyéni - Svodín csoport)
Lengyel II
Besenyőpetőfalva (Pečeňady) csoport
Moraváni (Moravany) átmeneti fázis
Kalkolitikum
Lengyel III
Brogyán-Nyitra (Brodzany-Nitra) csoport
Lengyel IV - szinkronban a Bodrogkeresztúri csoport
Nyitraludány (Ludanice) csoport
1. fázis
2. fázis
3. fázis
- Anton Točík, Jan Lichardus és Jozef Vladár 2003 (*megj. összehasonlítás Juraj Pavúkkal)

Vor-Lengyel *Pre-Lengyel
Lužianky (Proto-Lengyel)
Lengyel I
Lengyel II *Szántó (Santovka) fázis
Lengyel III *Lengyel II
Topolčany-Szob *Moraváni (Moravany) fázis
Lengyel IV (Brodzany-Nitra) *Lengyel III (Brodzany)
Lengyel V (Ludanice) * Lengyel IV (Ludanice)
- Juraj Pavúk 2004 (*megj. nyugat-magyarországi felosztással)

Protolengyel
Bíňa-Bicske *Sopot-Bicske
Lužianky *Sé
Lengyel I
Svodín I *Zengővárkony 1 (A)
Nitrianský Hrádok-Svodín 2 *Zengővárkony 2 (B)
Santovka fázis *Mórágy-Zengővárkony 3
Lengyel II
Pečeňady *Z.-Mekenye
Lengyel III
Moravany *Somodor
Brodzany *Veszprém (?)
Epilengyel-Lengyel IV Ludanice *Balaton-Lasinja
Nitra (1) *Zalaszentbalázs (A)
(2)
(3) *Remete-barlang (B)

## Külső hivatkozások
- Szentgáli telep kutatása
- Zalai-Gaál könyvéről
- P. Barna Judit: A lengyeli kultúra kialakulása a DNy-Dunántúlon. Budapest, 2011.
- Juraj Pavúk: Zur Frage der Entstehung und Verbereitung der Lengyel-Kultur. Kraków 2007
- Kalicz Nándor - Makkay János: A neolitikus Sopot-Bicske kultúra. Archeológiai Értesítő. 99. kötet 1972